# Belcastel, Aveyron

Belcastel este o comună în departamentul Aveyron din sudul Franței. În 1 ianuarie 2022 avea o populație de 190 de locuitori.